# Douglas Anakin
Douglas Anakin   (Chatham-Kent, 6 de novembre de 1930 - Colúmbia Britànica, 25 d'abril de 2020) fou un pilot de bob i de luge canadenc que va competir durant les dècades de 1950 i 1960.
El 1964 va prendre part en els Jocs Olímpics d'Hivern d'Innsbruck, on guanyà la medalla d'or en la prova de bobs a quatre del programa de bob. Formà equip amb Vic Emery, Peter Kirby i John Emery. En la prova individual del programa de luge quedà eliminat després de dues curses en patir ferides lleus i no poder conciliar els horaris amb la prova de bob.
Fou un dels grans promotors del luge al Canadà i fou l'entrenador de l'equip canadenc als Jocs de Sapporo de 1972.